# 4494 Marimo
4494 Marimo è un asteroide della fascia principale. Scoperto nel 1988, presenta un'orbita caratterizzata da un semiasse maggiore pari a 2,3438333 UA e da un'eccentricità di 0,1183084, inclinata di 2,47528° rispetto all'eclittica. L'asteoide è dedicato ad un'alga verde, Aegagropila linnaei, che cresce nel lago Akan situato nell'isola di Hokkaidō.